# Списак улица Глогоња
| фотографија улице | назив улице      | стари назив/и | забрањен саобраћај за моторна возила |
| ----------------- | ---------------- | ------------- | ------------------------------------ |
|                   | 4. октобар       | —             | —                                    |
|                   | 8. марта         | —             | —                                    |
|                   | 29. новембра     | —             | —                                    |
|                   | Београдска       | —             | —                                    |
|                   | Бориса Кидрича   | —             | —                                    |
|                   | Жарка Зрењанина  | —             | —                                    |
|                   | ЈНА              | —             | —                                    |
|                   | Млинска          | —             | —                                    |
|                   | Ослобођења       | —             | —                                    |
|                   | Партизанска      | —             | —                                    |
|                   | Први мај         | —             | —                                    |
|                   | Пролетерска      | —             | —                                    |
|                   | Тамишка          | —             | —                                    |
|                   | Трг Маршала Тита | —             | —                                    |
|                   | Утринска         | —             | —                                    |
|                   | Школска          | —             | —                                    |